# هیشب راتب یکم
هیشب راتب یکم، جانشین لوخی ایشانو، از دودمان اوان و هم‌عصر با سارگن اکدی بود (حدود ۲۴۷۴–۲۵۳۰ ق. م). پس از وی، جانشین‌ش، هلو(Helu) در ایلام به قدرت رسید.